# Automation (videojuego)
Automation es un videojuego de simulación desarrollado por Camshaft Software para Microsoft Windows que permite al jugador crear y ejecutar una empresa de automóviles virtuales y diseñar vehículos para vender. Actualmente está disponible a través de Steam.

## Jugabilidad
El juego, actualmente todavía en acceso temprano, permite el diseño, creación y prueba de varias plataformas de vehículos y transmisiones. Más funciones estarán disponibles más cerca de la fecha de lanzamiento oficial.
Hay tres componentes en el juego: diseño de motor, diseño de automóvil y un simulador de magnate. El componente de diseño del motor se lanzó primero para impulsar la demanda de pedidos anticipados y financiar el desarrollo del resto del juego. Para abril de 2014, había vendido 10.000 pedidos anticipados. En abril de 2015, los pedidos anticipados alcanzaron los 25.000.
El 13 de julio de 2018, se puso a disposición una opción para exportar automóviles fabricados en Automation a BeamNG.drive como vehículos manejables.

## Desarrollo
El 25 de mayo de 2017, la primera versión de Automation dentro de Unreal Engine 4 se lanzó a la versión beta abierta pública del juego, habiendo sucedido (pero no reemplazado) a la versión anterior. Incluyó una gran cantidad de contenido y características nuevas, incluido un sistema de pintura más robusto, más configuraciones de motor y, lo más importante, una actualización gráfica significativa.
La versión anterior del juego, que fue construido usando su propio motor de software Kee, ha sido abandonado en términos de cambios, pero sigue siendo practicable debido a la demanda entre los jugadores con ordenadores de especificaciones más bajas.